# Cyclo-cross International Podbrezová
Le Cyclo-cross International Podbrezová est une compétition de cyclo-cross disputée à Podbrezová, en Slovaquie.

## Palmarès

### Hommes
| Année | Vainqueur         | Deuxième        | Troisième        |
| ----- | ----------------- | --------------- | ---------------- |
| 2008  | Zdeniek Mlynar    | Martin Zlámalík | Milan Barényi    |
| 2009  | Milan Barényi     | Zdeniek Mlynar  | David Kasek      |
| 2010  | non disputé       |                 |                  |
| 2011  | Róbert Gavenda    | Petr Dlask      | Vladimir Kyzivat |
| 2012  | Michael Boroš     | Matěj Lasák     | Martin Haring    |
| 2013  | Martin Haring     | Róbert Gavenda  | Filip Adel       |
| 2014  | Vincent Baestaens | Tomáš Paprstka  | Jonas Degroote   |
| 2015  | Tomáš Paprstka    | Ondrej Glajza   | Martin Haring    |

### Femmes
| Année | Vainqueur       | Deuxième         | Troisième      |
| ----- | --------------- | ---------------- | -------------- |
| 2008  | Pavla Havlíková | Zuzana Vojtášová | Natalia Birova |